# Miejsce początku
Miejsce początku (tyt. oryg. The Beginning Place) powieść Ursuli K. Le Guin, wydana w 1980 roku przez wydawnictwo Harper & Row. Łączy elementy literatury młodzieżowej i fantastycznej. Porusza tematy dorastania i konfrontacji z dorosłością.
Powieść nominowana była w 1981 roku do Nagrody Locusa za najlepszą powieść fantastyczną oraz do Nagrody Mythopoeic.

## Fabuła
Historia skupia się na dwójce bohaterów, ich przejściu z dzieciństwa do dorosłości, a jednocześnie ze świata rzeczywistego do idyllicznej krainy Tembreabrezi.
Narracja prowadzona jest zarówno przez Hugh Rogersa, jak i Irenę Pannis. Oboje mieszkają na przedmieściach nienazwanego miasteczka w Stanach Zjednoczonych. Oboje mają problemy rodzinne i nie potrafią sobie z nimi poradzić. Irena jako pierwsza w przylegającym do miasteczka lesie znajduje przejście do Tembreabrezi, gdzie ucieka przed samotnością i wyobcowaniem. Początkowo nie podoba się jej, że trafia tam również Hugh, bo przez lata uważała to miejsce za swój sekret i chce chronić go przed innymi.
Tembreabrezi, zwane Miejscem Początku, jest krainą, w której czas płynie wolniej, a największym zmartwieniem mieszkańców jest żyjący na górze smok. Hugh i Irena zostają poproszeni przez mieszkańców krainy do połączenia sił, by pokonać potwora. W drodze na szczyt odnajdują pewność siebie, zaufanie, a w końcu również miłość. Odmienieni przez odniesione zwycięstwo wracają do rzeczywistego świata, gotowi zmierzyć się z dorosłym życiem.

## Analiza
Podróż bohaterów na szczyt góry jest metaforą próby poznania siebie, podróży w głąb własnej osobowości, a także w głąb drugiego człowieka. Pozbawienie bohaterów cech heroicznych czyni z nich postaci bardzo bliskie czytelnikowi, autentyczne i uniwersalne, a efekt ten spotęgowany został przez osadzenie akcji w miasteczku, którego nazwa nie zostaje podana.

## Przekłady
Przekład polski ukazał się w 1987 roku nakładem wydawnictwa Iskry. Autorką tłumaczenia była Monika Dutkowska.